# تجمع باخواصة (حجر)
'

تعديل مصدري - تعديل

تجمع باخواصة هي إحدى قرى عزلة الجول بمديرية حجر التابعة لمحافظة حضرموت، بلغ تعداد سكانها 50 نسمة حسب تعداد اليمن لعام 2004.